# Außenminister der Vereinigten Staaten

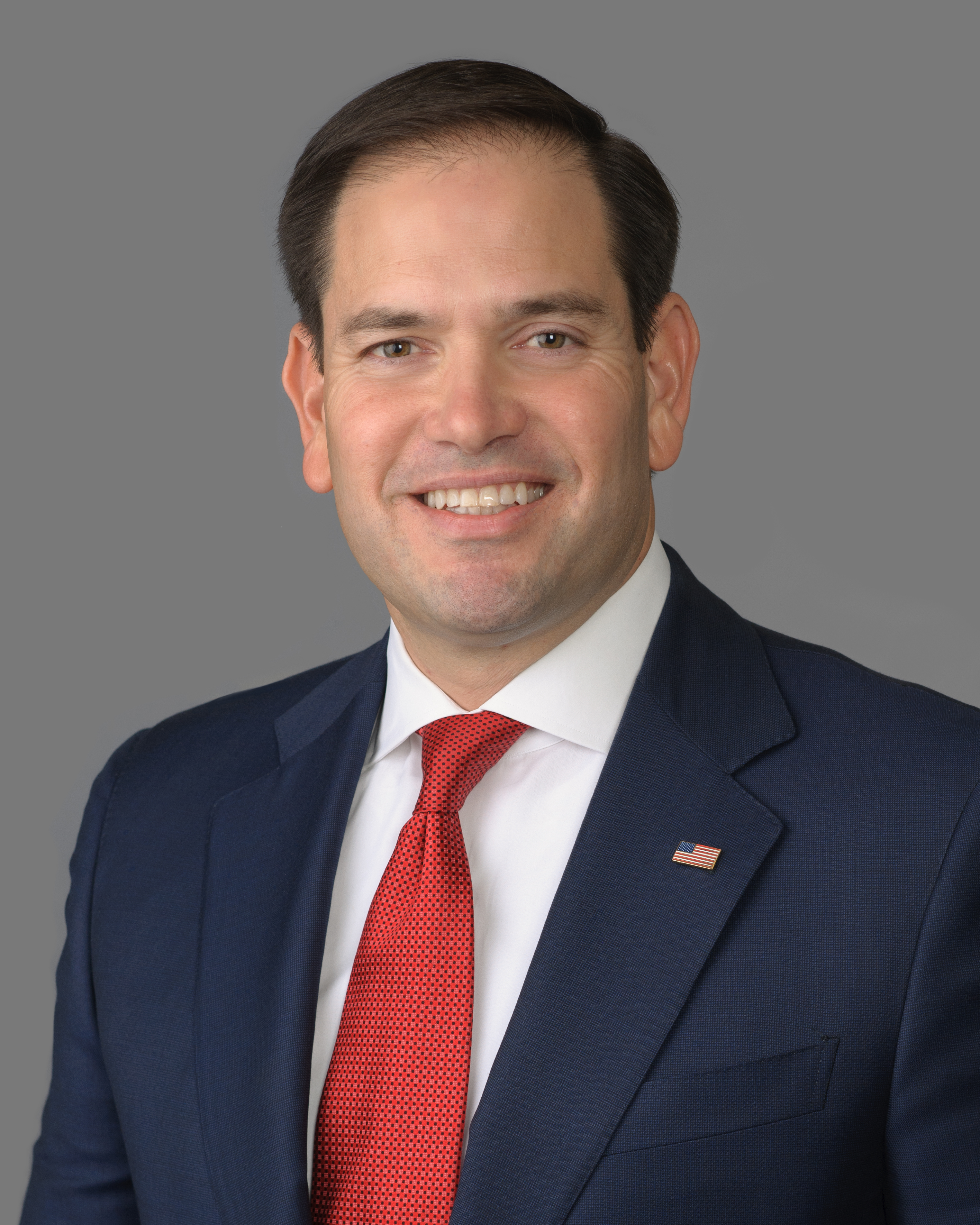
Marco Rubio, Außenminister seit dem 21. Januar 2025

Der Außenminister der Vereinigten Staaten (United States Secretary of State) leitet das Außenministerium der Vereinigten Staaten (United States Department of State) und ist Mitglied des Kabinetts des Präsidenten. Er ist verantwortlich für die Umsetzung der internationalen Beziehungen der Vereinigten Staaten. Eigentlich als Staatssekretär bezeichnet, lässt sich der Posten des United States Secretary of State am ehesten als Außenminister übersetzen, da seine Pflichten und Befugnisse über die Jahre größtenteils auf die Außenpolitik reduziert wurden. Da das Amt jedoch noch immer gewisse innenpolitische Aufgaben zu erfüllen hat, ist die Bezeichnung als Außenminister nicht völlig deckungsgleich. Seit dem 21. Januar 2025 ist Marco Rubio Amtsinhaber.

## Geschichte
Am 10. Januar 1781 begründete der 2. Kontinentalkongress das Amt Secretary of Foreign Affairs, um eine „Abteilung für Außenbeziehungen“ zu führen. Nach mehreren Kongressverordnungen und Zuständigkeitsbereichserweiterungen entstand hieraus während George Washingtons Präsidentschaft 1789 das Department of State, zunächst noch mit dem Leiter Secretary of Foreign Affairs.
Der Titel Secretary of State ist britischer Herkunft. Zur damaligen Zeit war es ein Titel für Ehrenmitglieder des Oberhauses. Der Titel Secretary of State of the United States wurde daher gewählt, um das wichtigste Amt der Bundesregierung nach dem Präsidenten zu benennen. Zu dieser Zeit war der Secretary of State auch noch mit anderen Aufgaben betraut als heute und war weit mehr als nur Außenminister. Seit 1972 wird der Amtsinhaber durch einen Vizeaußenminister unterstützt und gegebenenfalls vertreten.

## Zuständigkeiten

Siegel des United States Department of State

Die meisten der innenpolitischen Aufgaben des Department of State wurden an andere Ämter übertragen. Die verbleibenden sind unter anderem: Aufbewahrung und Nutzung des Großen Siegels der Vereinigten Staaten, Ausführung von Protokolltätigkeiten für das Weiße Haus und Antworten auf öffentliche Anfragen. Zusätzlich vertritt der Minister den Präsidenten bei Korrespondenzen mit anderen Ministern und Botschaftern im Ausland und führt Verhandlungen mit ausländischen Regierungsvertretern. Der Außenminister dient als Hauptberater des Präsidenten bei der Festlegung und Ausführung der amerikanischen Außenpolitik und wurde in vergangenen Jahrzehnten verantwortlich für die grobe Richtung, Koordination und Überwachung bei der Zusammenarbeit der verschiedenen Ministerien der Bundesregierung bei Aktivitäten im Ausland, abgesehen von bestimmten militärischen Einsätzen.
Als ranghöchstes Kabinettsmitglied steht der Außenminister an vierter Stelle in der Nachfolge des Präsidenten der Vereinigten Staaten. Vor ihm stehen der Vizepräsident, der Sprecher des Repräsentantenhauses und der Präsident Pro Tempore des Senats.
Außerdem sieht ein Bundesgesetz vor, dass der Rücktritt eines Präsidenten nur durch schriftliche Kommunikation zwischen dem Präsidenten und dem Außenminister in Kraft tritt. Dies geschah bis dato einmal, als Präsident Richard Nixon im August 1974 durch einen Abdankungsbrief an Außenminister Henry Kissinger zurücktrat.
Eine Liste der Außenminister der USA ist unter Außenministerium der Vereinigten Staaten#Liste der US-Außenminister zu finden.